# Керол Грейдер
Керол Грейдер (англ. Carol Greider, нар. 15 квітня 1961 року, Сан-Дієго) — американська вчена, молекулярна біологиня, лауреатка Нобелівської премії з фізіології або медицини за 2009 спільно з Елізабет Блекберн та Джеком Шостаком «за відкриття механізмів захисту хромосом теломерами та ферменту теломерази».
Членкиня Національної академії наук (2003) і Національної медичної академії США (2010), а також Американського філософського товариства (2016), докторка філософії (1987), заслужена професорка університету Джонса Гопкінса (з 2014).
Закінчила Каліфорнійський університет в Санта-Барбарі (бакалавр, 1983). У 1987 році здобула ступінь докторки філософії в Каліфорнійському університеті в Берклі. У 1988 році приєдналася незалежною співробітницею до Лабораторії в Колд-Спрінг-Гарбор, з 1990 року її асистентка-дослідниця, з 1994 р. — дослідниця. У 1997 році перевела свою лабораторію в школу медицини університету Джонса Хопкінса. З 2003 року —  директорка департаменту молекулярної біології і генетики, а з 2014 року іменна заслужена професорка (Blooomberg Distinguished Professor) цього університету. 

## Життєпис
Грейдер народилася в Сан-Дієго, Каліфорнія. Її батько, Кеннет Грейдер, був професором фізики. Її сім'я переїхала з Сан-Дієго до Девіса, штат Каліфорнія, де вона провела багато перших років навчання і закінчила старшу середню школу Девіса в 1979 році. Вона закінчила Коледж творчих досліджень в Каліфорнійському університеті, Санта-Барбара, з бакалавратом наук в біології в 1983 році. У цей час вона також навчалася в Геттінгенському університеті і зробила там значні відкриття.
Грейдер має дислексію і стверджує, що її «компенсаторні навички також зіграли роль у моєму успіху як вченої, тому що потрібно інтуїтивно розуміти багато різних речей, що відбуваються одночасно, і застосовувати їх до певної проблеми». 
Спочатку Грейдер відчувала труднощі у вступі до аспірантури через низькі показники GRE в результаті дислексії. Грейдер подала документи до 13 ВНЗ, але її прийняли лише до двох — Каліфорнійського технічного університету та Університету Каліфорнії в Берклі. Вона обрала Берклі, де змогла працювати з Елізабет Блекберн. Разом вони зробили своє відкриття теломерази.